# Фудбалска репрезентација Мартиника
Фудбалска репрезентација Мартиника (фр. Équipe de Martinique de football) је фудбалски тим који представља Мартиник на међународним такмичењима под контролом Фудбалског савеза Мартиника, локалног огранка Француске фудбалске федерације (фра:Fédération Française de Football). Репрезентација је 7. августа 2010. године усвојила надимак Лес Матинино, који одаје почаст историји острва. а савез мартиника се истовремено налази у оквиру Карипске фудбалске уније и КОНКАКАФ-а. Мартиник није члан ФИФА.
Као прекоморско одељење Републике Француске, Мартиник није члан ФИФАе и због тога нема право да се пријави за Светско првенство у фудбалу или било које такмичење које је ФИФА организовала из прве руке. Мартиниканци, будући да су француски држављани, имају право наступа за фудбалску репрезентацију Француске. Мартиник је, такође, члан КОНКАКАФа и КФУа и испуњава услове за сва такмичења која организује било која од ових организација. Према статусу ФФФа (члан 34, став 6): [...] „Под контролом сродних континенталних конфедерација, и уз сагласност ФФФа, те лиге могу организовати међународне спортске догађаје на регионалном нивоу или поставити тимове како би учествовали у њима”.
Највећи успех Мартиника до сада је освајање Купа Кариба 1993. године. Мартиник је такође био двоструки победник КФУ шампионата, претече Купа Кариба. Новији успех био је освајање Куп де л'Оутре-Мер 2010. године. Тим је победио Реунион, члана афричке конфедерације, резултатом 5:3 на пенале да би освојио титулу. Репрезентација је учествовала на три златна купа КОНКАКАФа, а њен најбољи пласман на такмичењу био је 2002. године када је тим стигао до четвртфинала, где је изгубио од репрезентације Канаде са 6:5 на пенале.

## Такмичарска достигнућа

### Конкакафов златни куп
Репрезентација Мартиникa је учествовала у шест од петнаест одиграних златних купова Конкакафа. Мартиник се први пут појавио на такмичењу 1993. године. Екипа је елиминисана у првом колу, међутим, освојила је своје прве бодове у такмичењу након што је против Канаде ремизирала резултатом 2 : 2. Следећи наступ на такмичењу Мартиник је имао 2002. године, када је постигао најбољи резултат достигавши четвртфинале где је изгубио од Канаде са 6 : 5 на пенале. Следеће године Мартиник се поново појавио на такмичењу, међутим, тим је напустио турнир без постигнутог гола.
| Конкакафов златни куп | Конкакафов златни куп | Конкакафов златни куп | Конкакафов златни куп | Конкакафов златни куп | Конкакафов златни куп | Конкакафов златни куп | Конкакафов златни куп | Конкакафов златни куп |
| Година                | Коло                  | Позиција              | Ута.                  | Поб.                  | Нер.                  | Изг.                  | ГД                    | ГП                    |
| --------------------- | --------------------- | --------------------- | --------------------- | --------------------- | --------------------- | --------------------- | --------------------- | --------------------- |
| 1991.                 | Није се квалификовао  | Није се квалификовао  | Није се квалификовао  | Није се квалификовао  | Није се квалификовао  | Није се квалификовао  | Није се квалификовао  | Није се квалификовао  |
| 1993.                 | Групна фаза           | 8.                    | 3                     | 0                     | 1                     | 2                     | 3                     | 14                    |
| 1996.                 | Није се квалификовао  | Није се квалификовао  | Није се квалификовао  | Није се квалификовао  | Није се квалификовао  | Није се квалификовао  | Није се квалификовао  | Није се квалификовао  |
| 1998.                 | Није се квалификовао  | Није се квалификовао  | Није се квалификовао  | Није се квалификовао  | Није се квалификовао  | Није се квалификовао  | Није се квалификовао  | Није се квалификовао  |
| 2000.                 | Није се квалификовао  | Није се квалификовао  | Није се квалификовао  | Није се квалификовао  | Није се квалификовао  | Није се квалификовао  | Није се квалификовао  | Није се квалификовао  |
| 2002.                 | Четвртфинале          | 6.                    | 3                     | 1                     | 1                     | 1                     | 2                     | 3                     |
| 2003.                 | Групна фаза           | 12.                   | 2                     | 0                     | 0                     | 2                     | 0                     | 3                     |
| 2005.                 | Није се квалификовао  | Није се квалификовао  | Није се квалификовао  | Није се квалификовао  | Није се квалификовао  | Није се квалификовао  | Није се квалификовао  | Није се квалификовао  |
| 2007.                 | Није се квалификовао  | Није се квалификовао  | Није се квалификовао  | Није се квалификовао  | Није се квалификовао  | Није се квалификовао  | Није се квалификовао  | Није се квалификовао  |
| 2009.                 | Није се квалификовао  | Није се квалификовао  | Није се квалификовао  | Није се квалификовао  | Није се квалификовао  | Није се квалификовао  | Није се квалификовао  | Није се квалификовао  |
| 2011.                 | Није се квалификовао  | Није се квалификовао  | Није се квалификовао  | Није се квалификовао  | Није се квалификовао  | Није се квалификовао  | Није се квалификовао  | Није се квалификовао  |
| 2013.                 | Групна фаза           | 10.                   | 3                     | 1                     | 0                     | 2                     | 2                     | 4                     |
| 2015.                 | Није се квалификовао  | Није се квалификовао  | Није се квалификовао  | Није се квалификовао  | Није се квалификовао  | Није се квалификовао  | Није се квалификовао  | Није се квалификовао  |
| 2017.                 | Групна фаза           | 9.                    | 3                     | 1                     | 0                     | 2                     | 4                     | 6                     |
| 2019.                 | Групна фаза           | 12.                   | 3                     | 1                     | 0                     | 2                     | 5                     | 7                     |
| 2021.                 | Групна фаза           | 15.                   | 3                     | 0                     | 0                     | 3                     | 3                     | 12                    |
| Укупно                | Четвртфинале          | 7/16                  | 20                    | 4                     | 2                     | 14                    | 19                    | 49                    |

### Куп Кариба
Мартиник се појавио у четрнаест карипских купова. Репрезентација је била организација са најмањом популацијом која је победила на такмичењу. Мартиник је 1993. освојио своју прву и једину титулу Купа Кариба. Турнир се играо на Јамајци, а Мартиник је у последњој утакмици са пенала савладао домаћина резултатом 6:5. Следеће године Мартиник је постало вицешампион а првак је постала репрезентација Тринидада и Тобага. Репрезентативни тим је у три наврата завршио на трећем месту 1992, 1996. и 2001. године.
| Година | Коло                 | Позиција             | Ута.                 | Поб.                 | Нер.                 | Изг.                 | ГД                   | ГП                   |
| ------ | -------------------- | -------------------- | -------------------- | -------------------- | -------------------- | -------------------- | -------------------- | -------------------- |
| 1989.  | Није се квалификовао | Није се квалификовао | Није се квалификовао | Није се квалификовао | Није се квалификовао | Није се квалификовао | Није се квалификовао | Није се квалификовао |
| 1990.  | Напустили            |                      | 2                    | 1                    | 1                    | 0                    | 4                    | 2                    |
| 1991.  | Прво коло            | 5.                   | 3                    | 1                    | 1                    | 1                    | 4                    | 2                    |
| 1992.  | Треће место          | 3.                   | 5                    | 2                    | 1                    | 2                    | 10                   | 6                    |
| 1993.  | Шампиони             | 1.                   | 5                    | 3                    | 2                    | 0                    | 8                    | 3                    |
| 1994.  | Дрого место          | 2.                   | 5                    | 3                    | 1                    | 1                    | 12                   | 10                   |
| 1995.  | Није се квалификовао | Није се квалификовао | Није се квалификовао | Није се квалификовао | Није се квалификовао | Није се квалификовао | Није се квалификовао | Није се квалификовао |
| 1996.  | Треће место          | 3.                   | 5                    | 2                    | 1                    | 2                    | 6                    | 4                    |
| 1997.  | Прво коло            | 5.                   | 2                    | 1                    | 0                    | 1                    | 2                    | 3                    |
| 1998.  | Прво коло            | 5.                   | 3                    | 1                    | 0                    | 2                    | 7                    | 8                    |
| 1999   | Није се квалификовао | Није се квалификовао | Није се квалификовао | Није се квалификовао | Није се квалификовао | Није се квалификовао | Није се квалификовао | Није се квалификовао |
| 2001.  | Треће место          | 3.                   | 5                    | 3                    | 0                    | 2                    | 6                    | 8                    |
| 2005.  | Није се квалификовао | Није се квалификовао | Није се квалификовао | Није се квалификовао | Није се квалификовао | Није се квалификовао | Није се квалификовао | Није се квалификовао |
| 2007.  | Прво коло            | 6.                   | 3                    | 1                    | 0                    | 2                    | 4                    | 8                    |
| 2008.  | Није се квалификовао | Није се квалификовао | Није се квалификовао | Није се квалификовао | Није се квалификовао | Није се квалификовао | Није се квалификовао | Није се квалификовао |
| 2010.  | Прво коло            | 7.                   | 3                    | 0                    | 1                    | 2                    | 1                    | 3                    |
| 2012.  | Четврто место        | 4.                   | 5                    | 2                    | 2                    | 1                    | 5                    | 3                    |
| 2014.  | Прво коло            | 6.                   | 3                    | 1                    | 1                    | 1                    | 3                    | 4                    |
| 2017.  | Четврто место        | 4.                   | 2                    | 0                    | 0                    | 2                    | 1                    | 3                    |
| Укупно | 1 титула             | 14/19                | 51                   | 21                   | 11                   | 19                   | 73                   | 67                   |

1. ↑  Такмичење је прекинуто због политичких немира у држави. Турнир је потпуно прекинут због најаве тропске олује Артур и финалне утакмице нису могле бити одигране. Мартиник је требао да игра у финалу против домаћина репрезентације Тринидада и Тобага.

### КФС шампионат
Од 1978. до 1985. године, Мартиник је учествовао на КФС шампионату, претечи Купа Кариба. Од шест одиграних шампионата, Мартиник је учествовао на три задња. Репрезентација Мартиника је два пута победила на такмичењу 1983. и 1985. године.
| Година | Коло                 | Позиција             | Ута.                 | Поб.                 | Нер.                 | Изг.                 | ГД                   | ГП                   |                      |
| ------ | -------------------- | -------------------- | -------------------- | -------------------- | -------------------- | -------------------- | -------------------- | -------------------- | -------------------- |
| 1978.  | Није се квалификовао | Није се квалификовао | Није се квалификовао | Није се квалификовао | Није се квалификовао | Није се квалификовао | Није се квалификовао | Није се квалификовао | Није се квалификовао |
| 1979   | Није се квалификовао | Није се квалификовао | Није се квалификовао | Није се квалификовао | Није се квалификовао | Није се квалификовао | Није се квалификовао | Није се квалификовао | Није се квалификовао |
| 1981   | Није се квалификовао | Није се квалификовао | Није се квалификовао | Није се квалификовао | Није се квалификовао | Није се квалификовао | Није се квалификовао | Није се квалификовао | Није се квалификовао |
| 1983   | Шампион              | 1.                   | 3                    | 2                    | 1                    | 0                    | 5                    | 1                    |                      |
| 1985   | Шампион              | 1.                   | 3                    | 2                    | 1                    | 0                    | 5                    | 2                    |                      |
| 1988   | Финалиста            | 2.                   | 3                    | 1                    | 1                    | 1                    | 4                    | 6                    |                      |
| Укупно | 2 титуле             | 3/6                  | 6                    | 4                    | 2                    | 0                    | 10                   | 3                    |                      |

*Утакмице завршене нерешеним резултатом а одлучене на пенале.
**Златна попзадина обележава шампиона а црвени оквир домаћина.